# Västmanland
Västmanland je švedska pokrajina u Svealandu. U pokrajini se nalazi željezara Engelsberg koja je 1993. godine upisana na UNESCO-ov popis mjesta svjetske baštine u Europi.

## Administrativna podjela
Tradicionalne pokrajine u Švedskoj nemaju administrativnu ili političku svrhu, ali su povijesni i kulturni subjekt. Veći dio pokrajine dio je županije Västmanland, a manji zapadni dio županije Örebro. 

## Zemljopis
Västmanland se nalazi u središnjem dijelu Švedske, na sjevernoj obali trećeg po veličini švedskog jezera Mälaren. Graniči s pokrajinama   Södermanland, Närke, Värmland, Dalarna i Uppland. Prostire se na 8.363 km². 

## Stanovništvo
Prema podacima iz 2009. godine u pokrajini živi 289.206 stanovnika dok je prosječna gustoća naseljenosti 35 stanovnika na km².

## Vanjske poveznice
- Västmanland - turističke informacije